# اینس افرون
اینِس اِفرون (اسپانیایی: Inés Efron‎؛ زادهٔ ۲۱ ژوئن ۱۹۸۵) هنرپیشه اهل آرژانتین است.

## حرفه
قبل از ایکس ایکس وای، اینس افرون در چسب بازی کرد، یک درام دربارهٔ سه نوجوان در شهری کوچک در شهری دورافتاده در اروگوئه. در نقش ایکس ایکس وای شخصیت افرون یک نوجوان ۱۵ ساله بیناجنس است که سعی می‌کند دربارهٔ هویت خود تصمیم بگیرد. افرون اشاره کرد که «من شخصیت الکس را بسیار دوست داشتم و فکر کردم: من می‌توانم این کار را انجام دهم. من یک ارتباط واقعی را احساس کردم.» افرون برای بازی خود برنده جایزه بهترین بازیگر زن در جشنواره فیلم کارتاخنا و همچنین سه جایزه دیگر شد. "یکی از جالب‌ترین بازیگران زن در حال ظهور بوئنوس آیرس." در سال ۲۰۰۸، او در زن بی‌سر ساخته لوکریا مارتل بازی کرد. و در سال ۲۰۰۹ در یکی دیگر از فیلم‌های لوسیا پوئنزو به نام کودک ماهی بازی کرد. او همچنین در تئاتر با لولا آریاس در آثار Poses para dormir, Sueño con revólver, Temporariamente agotado و Demo ایگناسیو سانچز مستره کار کرد.

## فیلم‌شناسی
| سال  | فیلم                                   | نقش         | کارگردان                          | توضیحات    |
| ---- | -------------------------------------- | ----------- | --------------------------------- | ---------- |
| ۲۰۰۶ | مثل پای عروسک میمونه                   |             | یاسمین لوپز                       |            |
| ۲۰۰۶ | چسب                                    | آندریا      | الکسیس دوس سانتوس                 |            |
| ۲۰۰۶ | صورت پنیر - اولین محله یهودی نشین من - | روت         | آریل وینوگراد                     |            |
| ۲۰۰۷ | من امروز اینجا نیستم                   | او          | گوستاوو تارتتو                    | فیلم کوتاه |
| ۲۰۰۷ | ایکس ایکس وای                          | الکس        | لوسیا پوانزو                      |            |
| ۲۰۰۸ | زن بی‌سر                                | کندیتا      | لوکرسیا مارتل                     |            |
| ۲۰۰۸ | چگونه مرده باشیم                       |             | مانوئل فراری                      |            |
| ۲۰۰۸ | لانه ی خالی                            | جولیا ویندل | دانیل برمن                        |            |
| ۲۰۰۸ | عاشق تنهایی                            | تنهایی      | ویکتوریا گالاردی و مارتین کارانزا |            |
| ۲۰۰۹ | بچه ماهی                               | لالا        | لوسیا پوانزو                      |            |
| ۲۰۱۰ | تپه بایو                               | اینس        | ویکتوریا گالاردی                  |            |
| ۲۰۱۱ | سایدوالز                               | آنا         | گوستاوو تارتتو                    |            |
| ۲۰۱۱ | حقایق واقعی                            | لورا        | نیکلاس گیل لاودرا                 |            |
| ۲۰۱۲ | روزهای وینیل                           | ورا         | گابریل نسی                        |            |
| ۲۰۱۳ | بازگشت به سیام                         | خودش        | گونزالو رولدان                    |            |
| ۲۰۱۵ | رگبار                                  | پیلار       | مارتین پیرویانسکی                 |            |

## جوایز و نامزدیها
| سال  | جایزه                       | نامزد                   | فیلم          | منبع  |
| ---- | --------------------------- | ----------------------- | ------------- | ----- |
| ۲۰۰۷ | جوایز سور                   | بهترین بازیگر زن مکاشفه | ایکس ایکس وای | برنده |
| ۲۰۰۷ | جوایز کلارین                | بهترین بازیگر زن        | ایکس ایکس وای | برنده |
| ۲۰۰۷ | جوایز کلارین                | مکاشفه زن               | ایکس ایکس وای | برنده |
| ۲۰۰۸ | انجمن منتقدان فیلم آرژانتین | بهترین بازیگر زن        | ایکس ایکس وای | برنده |
| ۲۰۰۸ | جشنواره فیلم کارتاخنا       | بهترین بازیگر زن        | ایکس ایکس وای | برنده |